# Carl Ditters von Dittersdorf
Carl Ditters von Dittersdorf (n. 2 noiembrie 1739, Viena, Monarhia Habsburgică – d. 24 octombrie 1799, Nový Dvůr⁠(d), Lipovka⁠(d), Boemia de Sud, Cehia) a fost un compozitor austriac.

## Viața

### 1739-1764
Dittersdorf s-a născut în cartierul Laimgrube (acum Mariahilf) din Viena, Austria, sub numele de August Carl Ditters. Tatăl său era croitor militar în armata imperială austriacă a împăratului Carol al VI-lea, pentru un număr de regimente vorbitoare de limbă germană. După ce s-a retras în mod onorabil din obligația militară, a primit scrisori de referință regale și o sinecură la Teatrul Imperial. În 1745, August Carl, de șase ani, a făcut cunoștință cu vioara, iar poziția financiară moderată a tatălui său i-a permis nu numai o bună educație generală la o școală iezuită, dar și o tutelă privată în muzică, vioară, franceză și religie. După ce l-a părăsit pe primul său profesor, Carl a studiat vioara cu J. Ziegler, care până în 1750, prin influența sa, și-a asigurat numirea elevului său ca violonist în orchestra bisericii benedictine din Freyung.
Prințul Iosif din Saxa-Hildburghausen l-a observat curând pe tânărul Ditters, iar la 1 martie 1751 l-a angajat pentru orchestra sa de curte. Sub auspiciile domnești, a studiat vioara cu Francesco Trani, care, impresionat de abilitatea elevului său în compoziție, i l-a recomandat lui Giuseppe Bonno, care l-a instruit în contrapunctul fuxian și compoziția liberă. După câțiva ani, prințul Joseph a desființat orchestra, deoarece a trebuit să plece din Viena pentru a-și asuma regența în Hildburghausen, iar împărăteasa austriacă l-a angajat pe Dittersdorf pentru propria ei orchestră, prin contele Durazzo, director de teatru la Curtea Imperială. În 1761, a fost angajat ca violonist în orchestra Teatrului Imperial, iar în 1762 a devenit dirijorul acesteia. În această perioadă, el s-a cunoscut cu Christoph Willibald Gluck, care tocmai obținea faimă în calitate de compozitor de operă, la premiera de la Viena cu Orfeo ed Euridice. În 1763, a călătorit la Bologna cu Gluck, pentru a vedea opera Il trionfo di Clelia: un tur italian care l-a influențat în viitoarea sa carieră de compozitor, atât de Gluck, cât și de scena muzicală contemporană italiană. În 1764, a călătorit la Paris, o călătorie cu o documentație limitată și incertă. Întorcându-se la Viena, în iarna anului 1764, contractul său cu contele Durazzo a expirat, dar s-a întâlnit cu celebrul Joseph Haydn și i-a devenit unul dintre cei mai apropiați prieteni.

### 1764-1774
În 1764, Ditters a preluat postul de capelmaestru la curtea lui Ádám Patachich, nobilul maghiar și episcop de Oradea. În anul următor, a fost prezentat lui Philipp Gotthard von Schaffgotsch, prințul-episcop de Breslau, care, la acea vreme, se afla în procesul de creare a unui centru cultural în jurul curții sale, situate la Château Jánský vrch (Johannesberg) din Javorník (astăzi parte a Republicii Cehe) . El a acceptat postul de compozitor al curții în 1771, iar în timpul mandatului său la Johannesberg, a compus cea mai mare parte a producției lui creatoare. În următorii douăzeci de ani, a scris simfonii, cvartete de coarde, opere bufe și alte lucrări de muzică de cameră. În 1773, episcopul-principe l-a numit Amtshauptmann la Jeseník, din apropiere (Freiwaldau), una dintre multele măsuri care l-au făcut pe compozitorul cosmopolit să rămână izolat în Johannesberg. Deoarece acest nou post a necesitat un titlu nobil, Ditters a fost trimis la Viena, unde i-a fost acordat titlul nobil de von Dittersdorf. Numele său complet a devenit astfel Ditters von Dittersdorf, dar el este denumit simplu Dittersdorf.

### Ultimii ani
Johann Baptist Wanhal a fost probabil cel mai eminent elev al lui Dittersdorf. În jurul anului 1785, Haydn, Dittersdorf, Mozart și Wanhal au interpretat cvartetele de coarde împreună, Dittersdorf luând prima vioară, vioara a doua Haydn, Mozart viola și violoncelul Wanhal. Eminentul tenor irlandez Michael Kelly, pentru care Mozart a creat rolurile lui Don Basilio și Don Curzio în opera lui Le nozze di Figaro, a fost de părere că, deși performanța lor a fost bună în ansamblu, nu a fost remarcabilă; dar imaginea a patru dintre cei mai mari compozitori ai timpului care se alătură muzicii obișnuite rămâne o vignetă de neuitat din epoca clasică (cuprinzând a doua jumătate a secolului al XVIII-lea).
În 1794, după douăzeci și patru de ani la Johannesberg, Dittersdorf, după un conflict serios cu von Schaffgotsch, a fost expulzat din palat. Câteva ani după, a fost invitat de către baronul Ignaz von Stillfried să locuiască în castelul său de rezervă cunoscut sub numele de Červená Lhota, în sudul Boemiei. Ultimul său deceniu a fost ocupat cu supravegherea producțiilor de operă, în plus față de compilarea și editarea propriei sale muzici pentru publicare.
A murit la Nový Dvůr (Neuhof, sau "New Court"), unde se afla castelul Červená Lhota, și a fost îngropat în orașul Deštná. Și-a terminat autobiografia cu doar trei zile înainte de moarte.

## Stilul și faima
Lucrările timpurii ale lui Ditters au pus bazele compozițiilor sale mai importante de mai târziu. Compozițiile sale simfonice și de cameră pun accent pe melodia senzuală italo-austriacă în loc de dezvoltarea motivică, adesea lipsită chiar din cele mai bune lucrări, destul de diferite de cele ale colegilor săi mai importanți, Haydn și Mozart.
Chiar și cu aceste rezerve, Dittersdorf a fost un important compozitor al erei clasice. După câteva opere bufe italiene timpurii, el s-a orientat spre a scrie Singspiel, în special prin Der Apotheker und der Doktor (1786, cunoscută astăzi sub numele de Doktor und Apotheker), fiind un succes extraordinar în viața sa, jucându-se în teatre din toată Europa și înregistrat aproape două secole mai târziu. Printre cele 120 de simfonii ale sale, se numără douăsprezece  programatice bazate pe Metamorfozele lui Ovidiu, deși doar șase au supraviețuit (și au fost, de asemenea, înregistrate). A scris, de asemenea, oratorii, cantate și concerte (dintre care două sunt pentru contrabas și unul pentru violă), cvartete de coarde și alte piese de muzică de cameră, piese de pian și alte lucrări diverse. Memoriile sale, Lebenbeschreibung ("Descrierea vieții mele"), au fost publicate la Leipzig în 1801. Unele dintre compozițiile sale, inclusiv concertul pentru contrabas, au fost publicate la Leipzig de editura Friedrich Hofmeister Musikverlag.

## Compoziții

### Concerte
- Grosses Concert per 11 strum. (1766)
- 18 concerte pentru vioară
- 3 concerte pentru 2 viori
- 5 concerte pentru violă
- 1 concert pentru violoncel
- 2 concerte pentru contrabas
- 1 concert pentru violă și contrabas
- 1 concert pentru pian
- 5 concerte pentru oboi
- 1 concerto pentru oboe d'amore
- 5 concerte pentru clavecin
- 2 concerte pentru cvartet
- 2 concertinouri

#### Manuscrise
- Concert pentru oboi (în Do major) (MS: Dittersdorf 32; publ. Artaria)
- Concert pentru flaut (în mi minor) (MS: Dittersdorf 36; publ. Artaria)
- Concert pentru 2 viori (în Re major) (MS: mu6402.2532; publ. Artaria)
- Concert pentru 2 viori (în Do major) (MS: mu6402.2530; publ. Artaria)

#### Selecție a celor mai cunoscute concerte
- Concert pentru oboi, în Sol major (Breitkopf & Härtel)
- Concert pentru oboi, în Do major (The Danish Royal Library)
- Concert pentru oboi, în Re major L.25b
- Concert pentru oboi, în Do major L.39
- Concert pentru oboi, în Do major L.40a
- Concert pentru oboi, în Do major L.24
- Concert pentru oboi, în Sol major L.42
- Concert pentru oboe d'amore, în La major L.43b
- Concert pentru flaut, în mi minor (The Danish Royal Library)
- Concert pentru violoncel, în Re major (The Danish Royal Library)
- Concert pentru contrabas, Nr.1, în Mi major (The Danish Royal Library)
- Concert pentru contrabas, Nr.2, în Re major (The Danish Royal Library)
- Concert pentru contrabas, în Mi bemol major (The Danish Royal Library)
- Concert pentru contrabas, violă și orchestră (The Danish Royal Library)
- Concert pentru violă și orchestră, în Fa major (The Danish Royal Library)
- Concert pentru bioară și orchestră, în Do major (The Danish Royal Library)
- Concert pentru vioară și orchestră, în Sol major (The Danish Royal Library)
- Concert pentru harpă (The Danish Royal Library)
- Concert pentru clavecin, în Si major (The Danish Royal Library)
- Concert pentru 2 viori, în Re major L.2
- Concert pentru 2 viori, în Do major L.4
- Concertino pentru 2 viori, 2 viole, 2 oboaie, 2 corni, fagot și contrabas

### Simfonii
Dittersdorf a lăsat aproximativ 120 de simfonii cu atribuire certă. Există alte 90 de simfonii care ar putea fi ale sale, conform catalogului publicat de Helen Geyer, Torino 1985. Majoritatea simfoniilor sunt păstrate numai în manuscrise. Multe manuscrise sunt inscripționate di Carlo de Dittersdorf sau similar, însă sunt copii ale partiturilor originale pierdute.
- Sinfonia nel gusto di cinque nazioni (Paris, 1767)
- 6 Simfonii Op. 1 (Amsterdam, 1768?)
- 6 Simfonii Op. 4 (Paris, 1769?)
- The Periodical Ouverture (London, 1769)
- 3 Simfonii Op. 5 (Paris, 1769?)
- Symphonies Périodiques (Amsterdam, 1770–72)
- 3 Simfonii Op. 6 (Paris, 1773?)
- 4 Simfonii Op. 7 (Paris, 1773?)
- 3 Simfonii Op. 8 (Paris, 1773?)
- 6 Simfonii Op. 13 (Paris, 1781)
- 3 simfonii care exprimă 3 metamorfoze ale lui Ovidiu: Les 4 âges du monde, La chûte de Phaéton, Actéon changé en cerf (Wien, 1785)

#### Manuscrise
- Grande symphonie: Le carnaval ou La redoute (MS)

I Minuetto II Anglaise III Concerto IV Ballo Strassburgnese V Polonaise VI Ballo Tedesco VII Kehraus
- Simfonia în la minor Il deliro delli compositori, ossia Il gusto d’oggidi’ (MS: Ser.H Fasc.34 Nr.317; publ. Artaria)
- Simfonia în la minor Nazionale nel gusto (MS: Ser.H. Fasc.39 Nr.76; publ. Artaria)
- Simfonia în Re major Il combattimento delle passioni umane (MS: Ser.H Fasc.34 Nr.315; publ. Artaria)
- Simfonia în Fa major (Grave F7) (MS: Ser.H Fasc.34 Nr.312; publ. Artaria)
- Simfonia în re minor (Grave d1) (MS: R.M.21.a.13.(3.); publ. Artaria)
- Simfonia în sol minor (Grave g1) (MS: S.m.15957; Ser.H Fasc.33 Nr.293; publ. Artaria)
- Simfonia în Mi major (Grave E1) (MS: IV-A-39 / A- 3498; publ. Artaria)
- Simfonia în Mi bemol major (Grave Eb9) (MS: IV-A-59 / A-3515; publ. Artaria)
- Simfonia în Fa major (Grave F4) (MS: IV-A-38 / A-3497; publ. Artaria)
- Simfonia în Re major (Grave D6) (MS: IV-A-66 / A-3522; publ. Artaria)
- Simfonia în Re major (Grave D2) (MS: IV-A-51 / A-3509; publ. Artaria)
- Simfonia în La major (Grave A6) (MS: Ser.H Fasc.33 Nr.298; publ. Artaria)
- Simfonia în Si bemol major (Grave Bb5) (MS: Ser.H Fasc.34 Nr.313; publ. Artaria)

#### Selecție a celor mai cunoscute simfonii
- Sinfonia Concertantă în Re major (Breitkopf & Härtel)
- Sinfonia Concertantă în Re major pentru Violă,  Contrabas și Pian (International Music Company)
- Simfonia în C major (Breitkopf & Härtel)
- Simfonia în D major (Breitkopf & Härtel)
- Simfonia în F major
- Simfonia în D minor
- Simfonia în Symphony in G minor
- Simfonia No. 1 după “Metamorfoze” de Ovidiu (“The Four Ages of the World”)
- Simfonia No. 2 după “Metamorfoze” de Ovidiu (“The Fall of Phaeton”)
- Simfonia No. 3 in G după “Metamorfoze” de Ovidiu (“The Metamorphosis of Acteon Into a Stag”)
- Simfonia No. 4 in F după “Metamorfoze” de Ovidiu (“The Rescue of Andromeda by Perseus”)
- Simfonia No. 5 după “Metamorfoze” de Ovidiu ("The Petrification of Phineus and his Friend")
- Simfonia No. 6 după “Metamorfoze” de Ovidiu ("The Transformation of the Lycian Peasants into Frogs")
- Sinfonia Concert pentru Violă, Contrabas și Orchestră în Mi bemol major

### Muzică de cameră
- 15 Divertimenti (include Il combattimento dell'umane passioni)
- 5 Cassazioni (2 publicate: Paris, 1768; celelalte 3 sunt MS)
- 4 Serenade pentru 2 corni și coarde
- 35 Partite pentru intrumente de suflat din lemn
- Petit Ballet en forme d'une contredanse
- 24 dansuri pentru Redoutensaal
- 6 cvartete de coarde pentru 2 vl., vla., vcel., ctb. (1782)
- Sonata da camera a 5 stromenti
- 6 Cvartete de coarde (1789)
- Cvartet în Mi bemol major
- 6 Sonate pentru 2 vl. și vla, op. 2 (Amsterdam, s. d.)
- 6 Triouri pentru 2 vl. și bas, op. 6 (Paris, 1771)
- Alte 12 Triouri (idem)
- 3 Triouri pentru vl., vla. și vcl.
- Sonata pentru vl.
- 2 Duete pentru 2 vl.
- Duet pentru vla. și vcl. sau cb., în Mi bemol major
- 14 duete pentru vl. și bas
- 136 piese pentru pian
- Divertimento pentru 2 viori și violoncel, în Mi bemol major
- Notturno (în Re) pentru 4 flaute

### Opere
- Amore in Musica (1767, Oradea)
- Arcifanfano, rè de’ Matti (1774 Johannisberg; 1776 Eszterházy)
- 25 000 Gulden oder im Dunkeln ist gut munkeln (1785, Viena)
- Doktor und Apotheker (1786, Vienna) (Digital edition by the University and State Library Düsseldorf)
- Betrug durch Aberglauben (1786, Vienna)
- Die Liebe im Narrenhaus (1787, Vienna)
- Hieronymus Knicker (1789, Vienna)
- Das rote Käppchen (1788, Vienna)
- Das Gespenst mit der Trommel (1794, Oels)
- Don Quixote der Zweyte (1795, Oels)
- Die lustigen Weiber von Windsor (1796, Oels)

### Oratorii
- Isacco figura del Redentore - în latină (Oradea, 1766)
- Davide penitente - în italiană (Johannisberg, 1770)
- La Liberatrice del Popolo Giudaico nella Persia, o sia l’Esther- în italiană (Viena, 1773)
- Giobbe - în italiană (Viena, 1786)

### Cantate
- Auf das... Geburtsfest seiner Majestät des Königs (1781)
- Auf Lichtmess
- alte 11 cantate

### Muzică sacră
- Missa în Do major
- Missa la 4 voci
- Missa gratiosa în Do major
- Missa în Do major
- Alte 12 mise
- 2 recviemuri în do minor (1780/1784)
- 11 ofertorii
- Antifonă cu cor, orchestră și orgă
- 8 litanii
- 12 ariae ex canticis Salomonis (Augsburg, 1795)
- Alte 170 lucrări sacre: arii, graduale, motete etc.
- Aria Das Mädchen von Köln (din Ossian; Leipzig, 1795)
- Alte 3 arii pentru soprană și orchestră

### Altele
- Pastoral-Motette

## Discografie
- Sinfonias on Ovid’s Metamorphoses, Nos 1-3, Failoni Orchestra, Hanspeter Gmür, 1995, Naxos Nx 8553368
- Sinfonias on Ovid’s Metamorphoses, Nos 4-6, Failoni Orchestra, Hanspeter Gmür, 1995, Naxos Nx 8553369
- Sinfonias. Grave d1, Grave F7, Grave g1, Failoni Orchestra, Uwe Grodd, 1996, Naxos Nx 8553974
- Sinfonias. Grave a2, Grave D16, Grave A10, Failoni Orchestra, Uwe Grodd, 1996, Naxos Nx 8553975
- Symphonies. C and D; Concertos. Flute and Double-Bass, Oradea Philharmonic, Miron Rațiu, Olympia OCD 405
- Symphonies. C, D, and a; Serenade. Oradea Philharmonic, Miron Rațiu, Olympia OCD 425
- Symphonies. e, E-flat, E, A, D, Oradea Philharmonic Orchestra, Romeo Rímbu, Olympia, OCD 426
- String Quartets 1 & 3-5, Franz Schubert Quartet, 1989, cpo 999 038-2
- String Quartets 2 & 6, String Quintets in C & G, Franz Schubert Quartet, 1992, cpo 999 122-2
- Geistliche Musik (Requiem, Offertorium zu Ehren des Heiligen Johann von Nepomuk, Lauretanische Litanei), Regensburger Domspatzen, Consortium musicum München, Georg Ratzinger, 1996 + 1987, Freiburger Musikforum / ars musici AM 1158-2
- Sinfonien in D, Es, A, Lisbon Metropolitan Orchestra, Alvaro Cassuto, 2006, Naxos
- Double Bass Concertos, Swedish Chamber Orchestra, Paul Goodwin, Chi-chi Nwanoku, 2000, hyperion
- Sinfonies Exprimant (Les Metamoprphoses D’Ovide) Nos 1-6, Prague Chamber Orchestra, Bohumil Gregor, 1988 Supraphon
- Symphonies after Ovid's Metamorphoses, Nos 1-6, Cantilena, Adrian Shepherd, 1986, Chandos 8564/5

### Media
- Sonate A-Dur By Karl Ditters Von Dittersdorf (1739–1799). Publicat de Doblinger Music Publishers (DB.DM-01196)

- "Ouverture" din opera comică "Hocus Pocus" (1790)